# Ochrimnus mimulus
Ochrimnus mimulus är en insektsart som först beskrevs av Carl Stål 1874.  Ochrimnus mimulus ingår i släktet Ochrimnus och familjen fröskinnbaggar. Inga underarter finns listade i Catalogue of Life.